# Madonna (album)
Pour les articles homonymes, voir Madonna (homonymie).
Vous lisez un « bon article » labellisé en 2011.  Il fait partie d'un « bon thème ».
Albums de Madonna
Like a Virgin
(1984)
Singles
1. Everybody
Sortie : 6 octobre 1982
2. Burning Up
Sortie : 9 mars 1983
3. Holiday
Sortie : 7 septembre 1983
4. Lucky Star
Sortie : 12 novembre 1983
5. Borderline
Sortie : 15 février 1984

Madonna/The First album est le titre du premier album de l'artiste américaine Madonna sorti le 27 juillet 1983 sous le label Sire Records. Il est ré-édité en 1985 sur le marché européen et renommé Madonna – The First Album. En 1982, alors qu'elle se lance dans une carrière de chanteuse à New York, Madonna rencontre Seymour Stein, le président de Sire, qui lui fait signer un contrat après l'écoute de son single Everybody. Le succès de ce single encourage Sire à signer un contrat pour l'enregistrement d'un album. Pour la production, Madonna choisit de travailler avec Reggie Lucas, un producteur de Warner Records. Cependant, elle n'est pas satisfaite du résultat et est en désaccord avec les techniques de production de Lucas, elle décide donc de demander de l'aide supplémentaire pour la production.
Madonna demande donc à son petit ami du moment, John Benitez, de l'aider à finir l'album. Benitez remixe de nombreuses pistes et produit Holiday. L'ensemble de Madonna ressemble à une forme de disco-funk synthétique rythmé, et utilise quelques-unes des nouvelles technologies de l'époque comme le LinnDrum, le Taurus ou le synthétiseur Oberheim OB-X. Madonna chante dans un timbre vocal de jeune fille joviale et parle d'amour et de relations amoureuses.
Les critiques musicaux actuels complimentent l'album mais il reçoit des réactions négatives lors de sa sortie en 1983. En 2008, Entertainment Weekly le désigne à la 50e place du classement Top 100 Best Albums of Past 25 Years. Dès sa sortie, l'album est un succès dans les hit-parades, atteignant la huitième place du Billboard 200 et le top 10 en Australie, France, Nouvelle-Zélande, Pays-Bas, Royaume-Uni et Suède. Il est certifié cinq fois disque de platine par la Recording Industry Association of America pour la vente de cinq millions d'exemplaires aux États-Unis. À l'échelle internationale, l'album s'est vendu à dix millions d'exemplaires.
Cinq singles sortent pour la promotion de l'album dont Holiday qui devient la première chanson de Madonna à entrer dans le Billboard Hot 100 et Lucky Star, la première à se positionner dans le top 5. Madonna fait la promotion de son album lors de sa première tournée aux États-Unis, The Virgin Tour en 1985. Madonna fait souvent remarquer qu'elle voulait mettre plus de variété dans les chansons et avoir plus de contrôle sur la production. Cependant, les critiques remarquent qu'avec cet album, Madonna introduit un style de musique dance entraînant qui s'est révélé attrayant et qui lui a permis de commencer sa carrière.

## Genèse

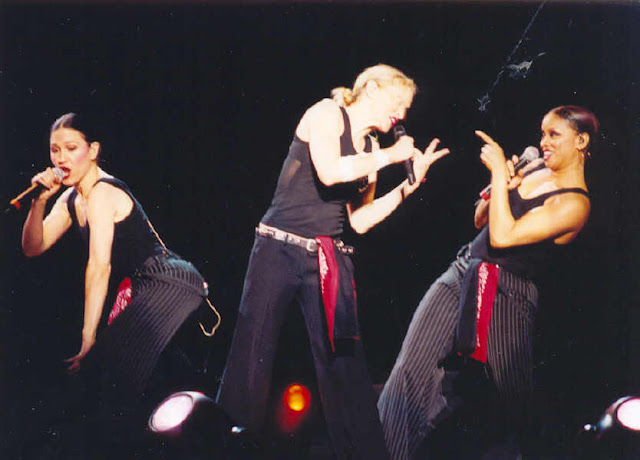
Madonna interprète Holiday lors du Drowned World Tour.

En 1983, Madonna est une jeune New-Yorkaise de 25 ans qui cherche à se lancer dans une carrière musicale. Elle est rejointe par son petit ami, Stephen Bray, qui devient le batteur de son groupe le Breakfast Club, qui interprète généralement des chansons de hard rock. Madonna et Bray abandonnent ensuite le hard rock et signent un contrat chez Gotham Records pour s'orienter vers une nouvelle direction musicale. Ils décident de continuer dans le genre funk mais la maison de disques n'est pas satisfaite de leurs capacités musicales et rompt le contrat ; Madonna et Bray quittent le groupe. Au même moment, Madonna a déjà écrit et développé des chansons par ses propres moyens. Elle enregistre des bandes son de trois chansons intitulées Everybody, Ain't No Big Deal et Burning Up. À cette époque, elle fréquente la Danceteria, une discothèque de New York. C'est là que Madonna convainc le DJ Mark Kamins de passer Everybody. La chanson est bien reçue par le public et Kamins décide d'amener Madonna à un label pour lui faire signer un contrat, dans l'idée de produire un single. Il la présente à son patron Chris Blackwell, directeur de Island Records, mais celui-ci refuse de collaborer avec elle et ils se redirigent ensuite vers Sire Records. Michael Rosenblatt qui travaille au Artists and Repertoire de Sire, offre 5 000 $ d'avance et 10 000 $ de redevances pour chaque chanson qu'elle écrit,.
Madonna signe finalement pour deux 45 tours avec Seymour Stein, le président de Sire, qui est impressionné par son chant après avoir écouté Everybody à l'hôpital de Lenox Hill où il se trouvait. La version 45 tours de Everybody est produite par Mark Kamins qui reprend la production de Stephen Bray. Le nouvel enregistrement dure 5 min 56 s sur la face A et 9 min 23 s pour la version remixée disponible sur la face B. Madonna et Kamins produisent le single de leurs propres frais. Arthur Baker, un ami de Kamins, l'aide à devenir un producteur de musique et le présente au joueur de clavier, Fred Zarr. En raison du faible budget, l'enregistrement est difficile car Madonna est en désaccord avec la production de Kamins et lui-même est en butte à des problèmes. Rosenblatt, lui, veut que Everybody sorte avec la chanson Ain't No Big Deal en face B mais change d'avis après avoir écouté l'enregistrement de cette chanson et décide de mettre deux versions différentes de Everybody sur le vinyle. Le single sort le 6 octobre 1982 et devient un tube dance aux États-Unis. Cela conduit Sire à faire signer un contrat à Madonna pour un Long Play et deux autres singles,.

## Développement
Lors d'une interview, John Benitez s'exprime sur Madonna et l'album : « Je pensais qu'elle avait beaucoup de style, et elle dépassa beaucoup de frontières car tout le monde la diffusait dans les clubs rock — les clubs noirs, gays et hétéros — et très peu de disques ont cet attrait. [...] Cependant, elle n'était pas satisfaite de toutes ses chansons, donc je suis venu et j'ai adouci beaucoup de ses musiques, ajouté quelques riffs de guitare pour Lucky Star, quelques voix, quelque magie. [...] Je voulais juste faire le meilleur de ce que je pouvais faire pour elle. Quand nous avons passé les maquettes de Lucky Star et Holiday, on pouvait voir qu'elle était accablée de la façon dont tout cela résonnait bien. On voulait l'aider, vous savez ? Elle aurait très bien pu être une garce, quand vous êtes dans la même longueur d'onde qu'elle, c'est très cool, très créatif,. ».
Pour l'album, Madonna ne choisit pas de coopérer avec Bray ou Kamins mais avec Reggie Lucas, un réalisateur artistique de Warner Bros.. Lucas la pousse dans une musique plus orientée vers la pop et enregistre la chanson Burning Up avec elle. Cependant, Madonna n'a toujours pas assez de moyens pour se permettre de produire un album. Les chansons déjà disponibles sont Lucky Star, une nouvelle version de Ain't No Big Deal, Think of Me et I Know It. Lucas introduit deux autres chansons pour le projet intitulées Physical Attraction et Borderline. Au moment où il enregistre les pistes, il s'éloigne considérablement des maquettes originales. L'une des plus modifiées est Lucky Star. La chanson est écrite par Madonna pour Kamins qui a déjà promis de la diffuser au Danceteria. Cependant, Madonna utilise plutôt ce titre pour l'album dont elle prévoit de l'appeler Lucky Star. Elle estime que Lucky Star et Borderline sont les meilleures chansons pour le lancement de son album.
Des différends surgissent entre elle et Lucas durant l'enregistrement des chansons. Madonna n'est pas d'accord de la façon dont elles sont réamisées. Selon elle, Lucas utilise beaucoup trop d'instruments et ne prend pas en compte ses idées pour les titres. Cela entraîne un différend entre eux et après avoir fini l'album, Lucas quitte le projet sans modifier les chansons selon les spécifications de Madonna ; ainsi elle fait appel à John « Jellybean » Benitez, un DJ de la discothèque Funhouse, pour remixer certaines pistes. Dans le même temps, à cause d'un conflit d'intérêts, Bray vend Ain't No Big Deal à une autre maison de disques, rendant la chanson inexploitable pour le projet de Madonna. Benitez découvre une nouvelle chanson écrite par Curtis Hudson et Lisa Stevens du groupe Pure Energy. La chanson, intitulée Holiday, est refusée par Phyllis Hyman et Mary Wilson des Supremes. Après que Madonna a enregistré le morceau, Benitez passe quatre jours à essayer de renforcer l'attrait commercial de la piste avant avril 1983, la date limite,. Juste avant son achèvement, Madonna et Benitez donnent la bande son à leur ami Fred Zarr qui habite à Brooklyn. Zarr ajoute un solo de piano dans la partie intermédiaire de la chanson.

## Composition
Selon AllMusic, l'album est influencé par la dance-pop, le post-disco et le pop rock. Madonna est un album dissonant et se présente sous forme de disco synthétique rythmé en utilisant quelques nouvelles technologies de l'époque, comme le LinnDrum, le Moog Taurus ou le synthétiseur OB-X. Madonna parle de son premier album : « Les chansons étaient assez légères et je suis allée en Angleterre durant les enregistrements où je n'étais pas à l'aise... Je ne contrôlais pas la situation. [...] Je ne réalisais pas à tel point il fallait que je sorte du modèle disco alors que j'avais déjà fini le premier album. Je souhaite pouvoir mettre plus de variétés dedans. ». L'album débute avec la chanson Lucky Star, de rythme modéré, commençant avec des sons de scintillement produits par des synthétiseurs et suivi de battements de batterie électronique et d'applaudissements. Une guitare joue des riffs et une sorte de pétillement produit par des synthétiseurs accompagnent le son. La chanson tourne autour du hook « Starlight, Starbright » qui se répète pendant une minute avant d'enchaîner le refrain. Selon l'auteur Rikky Rooksby, les paroles sont répétitives et stupides, tournant autour de l'ambiguïté transparente des étoiles en y associant le personnage masculin qui devient un corps divin dans le ciel. Borderline est une piste sentimentale qui parle d'un amour jamais satisfait. Selon, Santiago Fouz-Hernández, un des auteurs de Madonna's drowned worlds, certaines paroles de la chanson comme « Something in the way you love me won't let me be/I don't want to be your prisoner so baby won't you set me free » montrent une rébellion contre le machisme. Madonna compose sa voix pour faire passer davantage de sentiments et est soutenue par l'instrumentation de Lucas. Le joueur de basse, Anthony Jackson, amène les synthétiseurs pour Borderline. Les accords de Borderline s'inspirent des tubes disco des années 1970 à Philadelphie ainsi qu'au style musical d'Elton John au milieu de ces mêmes années. Les séquences d'accords rappellent une chanson de Bachman-Turner Overdrive intitulée You Ain't Seen Nothing Yet bien que les passages de synthétiseurs restent typiques du style musical de Madonna.
La troisième piste, intitulée Burning Up, se compose d'un arrangement de basses, de guitare et de boîte à rythmes. Les battements du tom rappellent les productions du chanteur Phil Collins. La chanson incorpore des guitares électriques et des synthétiseurs les plus à la pointe de l'époque. Le refrain est une répétition des trois mêmes paroles alors que le pont est à prendre en double sens : les paroles décrivent ce que Madonna est prête à faire pour son amant mais montrent aussi qu'elle est individualiste et effrontée. La piste suivante, intitulée I Know It, a un rythme lent et l'instrumentation se compose d'un piano, d'un saxophone et de sons réalisés par les synthétiseurs qui ont un changement d'accords particulier. Holiday est constituée d'une séquence de quatre bars et une instrumentation composée de guitares, de sons d'applaudissements électroniques et d'arrangements de cordes synthétisées. Une progression répétitive s'accomplit avec l'utilisation du refrain. Vers la fin de la chanson, l'arrangement est modifié à partir du moment où le break d'un piano se fait entendre. Les paroles de Holiday exprime le sentiment universel de tout le monde sur le besoin de prendre des vacances. Dans Think of Me, Madonna met en garde son amant en lui disant qu'il devrait faire plus attention à elle, sinon elle partirait. Le tempo est rythmé par une caisse claire et l'interlude d'un saxophone. Physical Attraction est une piste de tempo modérée avec un synthétiseur basse, des solos de guitare et le son d'un cuivre tandis que Madonna chante d'une voix aiguë, l'attirance entre un homme et elle. La dernière chanson de l'album est Everybody qui commence avec le son d'un synthétiseur et d'une introduction parlée où Madonna semble souffler. Elle utilise la même voix que dans le genre bubblegum-pop, c'est-à-dire une voix doublée.

## Accueil

### Critiques de la presse
L'accueil critique de l'album a changé au fil du temps du négatif au positif. Bill Lamb de About.com confirme que « l'album de Madonna est le meilleur de la dance-pop et constitué de tubes comme Holiday, Lucky Star et Borderline. D'irrésistibles hooks pop se glissent parmi les sons des synthés pour faire de cet album un incontournable du début des années 1980 ». De même Stephen Thomas Erlewine de AllMusic pense que « le premier album éponyme est simplement bon, il se place comme un standard de la dance-pop pour les vingt prochaines années. Pourquoi l'avoir-t-il fait ? [...] La voix de Madonna n'est pas particulièrement énergique ; les chansons, du moment qu'elles possèdent des hooks et soient mémorables, ne peuvent pas nécessairement tenir d'elles-mêmes sans la production — mais prises ensemble, c'est totalement irrésistible. ». Pendant sa critique sur la version remasterisée de l'album, sorti en 2001, Michael Paoletta de Billboard estime que « près de 20 ans après la sortie de Madonna, quelques titres comme Holiday, Physical Attraction, Borderline et Lucky Star restent irrésistibles. ».
Jim Farber de Entertainment Weekly donne la note A à l'album en disant que « Madonna aurait juste pu liquider un autre bijou post-disco si les chansons de l'album n'annonçaient pas leurs capacités à fusionner des rythmes club avec de la pop incomparable. ». En juillet 2008, le magazine Q place l'album à la cinquième place du Top 100 Best Albums of Past 25 Years. Jonathan Ross de Q, affirme que « Borderline est douce et que Holiday pétille encore avec de l'invention et de la joie de vivre... ce hit dance quintessentiel des années 80 présente aussi un solo de piano du Barrel House ». Robert Christgau donne la note A- et dit : « Au cas où les fausses rumeurs vous avaient fait croire le contraire, le disco n'est pas mort — il est juste retourné aux fous qui pensaient que cela valait le coup de vivre pour lui. Cette ersatz blonde éhontée est l'une de ceux-là, et avec cette aide orchestrée rusée d'une belle sélection de producteurs, remixers, et DJs, elle obtient un ersatz sans honte qui a l'air d'être plus plat que son ventre. ». Don Shewey de Rolling Stone, pense plutôt que « sans dépasser les limites des modestes ambitions du funk basique, Madonna donne une irrésistible invitation pour la danse ». Sal Cinquemani de Slant Magazine, commente : « Il annonce que le lourd mouvement des synthés était un premier album qui a juste l'air aussi frais aujourd'hui que pendant les deux décennies qui ont précédé ». L'album a cependant reçu beaucoup de critiques négatives au moment de sa sortie. John Skow de Time qualifie sa voix comme étant « celle de Minnie Mouse qui a inspiré de l'hélium ». D'autres négateurs sont d'accord, insinuant que Madonna « était presque entièrement en hélium, une atmosphère gazeuse, une création plus légère que l'air de MTV et d'autres médias emballeurs sinistres ». D'autres critiques ajoutent qu'« elle est un one-hit wonder, et qu'elle disparaîtra après un an ».

### Classements

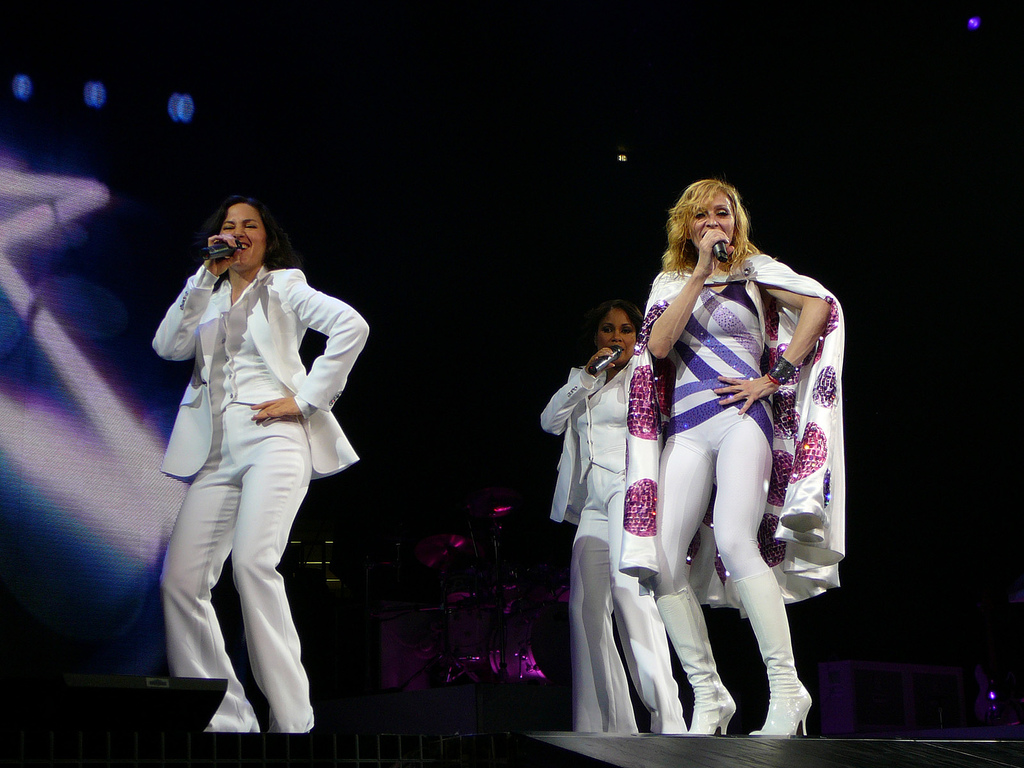
Madonna interprète Lucky Star durant le Confessions Tour en 2006.

Aux États-Unis, l'album sort le 4 octobre 1983. Il entre au Billboard 200 à la 123e place dans la semaine du 5 novembre 1983. L'album a une progression lente mais régulière pour arriver à la huitième place du Billboard 200 dans la semaine du 20 octobre 1984, juste un an après sa sortie. Il entre également dans le classement Top R&B/Hip-Hop Albums où il atteint la vingtième position. L'album est septième dans le classement de 1984 et 25e en 1985, ce qui fait de Madonna la première artiste pop de 1985. En un an, il s'est vendu à 2.8 millions de copies aux États-Unis. En 2000, la Recording Industry Association of America (RIAA) le certifie cinq fois disque de platine pour la vente de 5 millions d'exemplaires à travers les États-Unis. Après la création de Nielsen SoundScan en 1991, l'album s'est vendu à 450 000 exemplaires supplémentaires.
Au Canada, l'album sort le 10 mars 1984 et démarre à la 87e place du classement RPM. Après six semaines, Madonna atteint la 57e position, il rentre à nouveau dans le hit-parade à la 95e place dans la semaine du 4 août 1984 et après 22 semaines, il atteint un nouveau record et décroche la 16e place. L'album est présent dans le classement pendant 47 semaines et est classé à la 50e position du RPM Top 100 Albums de 1984,. Au Royaume-Uni, l'album sort le 11 février 1984 et entre dans le classement UK Albums Chart puis décroche la 37e place et reste présent dans le hit-parade pendant 20 semaines. Après une ré-édition intitulée Madonna - The First Album sortie en juillet 1985, il entre à nouveau dans le classement britannique à la 14e position pour un total de 80 semaines de présence dans le hit-parade. Six mois après cette réédition, la British Phonographic Industry (BPI) certifie Madonna disque de platine pour la vente de 600 000 exemplaires. En Australie, l'album atteint la dixième place du classement Kent Music Report. Ailleurs dans le monde, il atteint le top dix en Nouvelle-Zélande, France et Allemagne ; pour les deux derniers, il est certifié respectivement disque d'or et de platine,,,. Il est aussi certifié platine aux Pays-Bas. Dans le monde, l'album s'est vendu à dix millions d'exemplaires.

## Singles

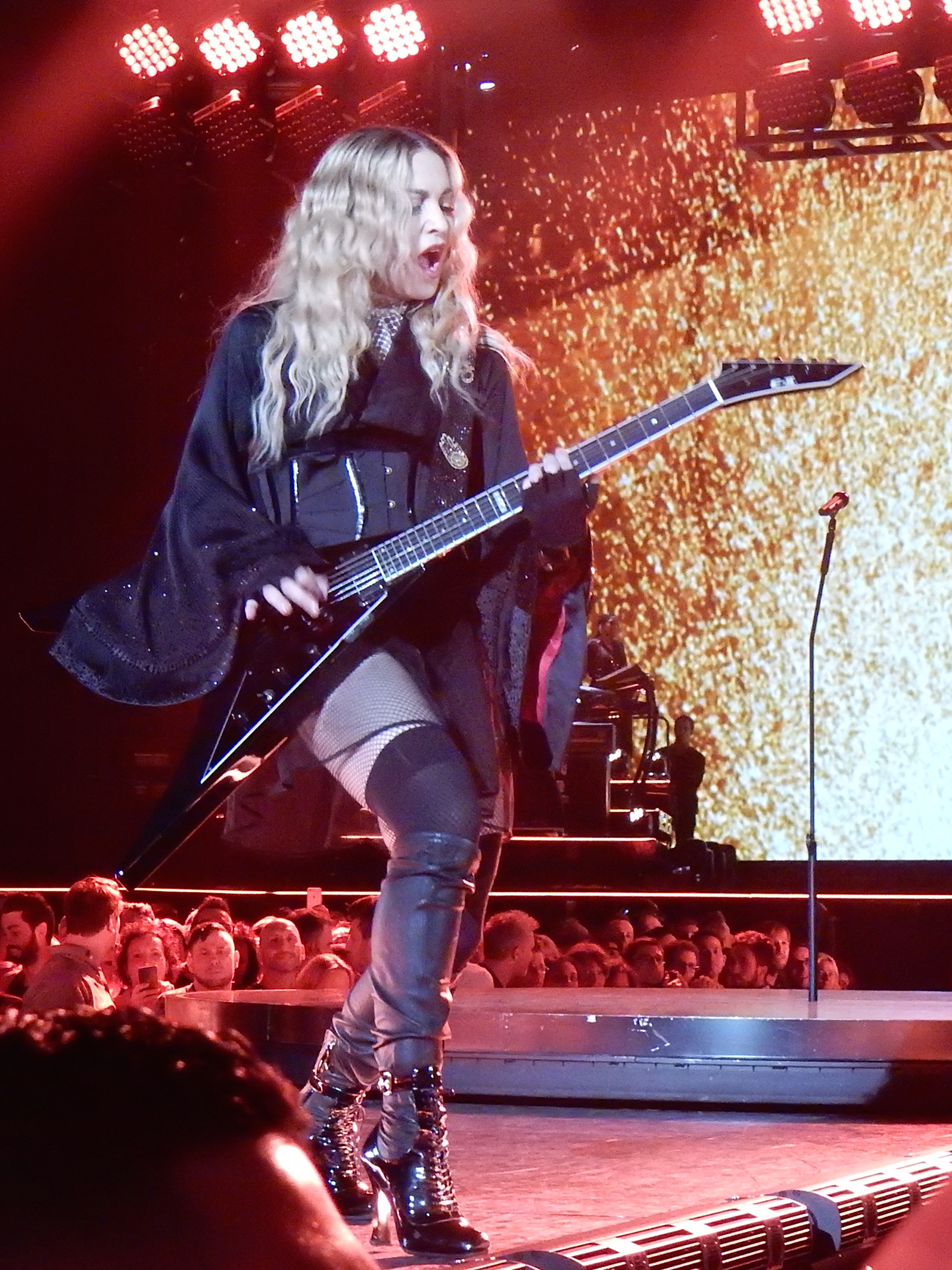
Madonna interprète Burning Up durant le Rebel Heart Tour en 2015-16.

Madonna sort cinq singles pour son premier album. Son tout premier titre, Everybody, sort le 6 octobre 1982. Musicalement, elle incorpore des rythmes R&B, la chanson peut faire croire aux auditeurs que Madonna est une artiste noire car sa photo n'apparaît pas sur la couverture. Cependant, cette fausse idée est éclaircie plus tard quand Madonna convainc Sire de lui permettre de tourner un clip vidéo pour la chanson. Cette vidéo est réalisée à petit budget par Ed Steinberg qui montre Madonna et ses amis chanter et danser dans une discothèque. La vidéo aide à promouvoir Everybody et Madonna à devenir une nouvelle artiste. Le titre ne reçoit pas d'éloges des critiques et n'entre pas dans le classement officiel du Billboard Hot 100 mais entre dans les hit-parades dance. Burning Up est le deuxième single de l'album, sort le 9 mars 1983 et dans certains pays avec Physical Attraction en face B. La chanson reçoit des avis mitigés de la critique qui trouve qu'elle est sombre et qu'elle a été composée dans la précipitation mais apprécie ses rythmes dance,. Le single ne connaît pas un grand succès dans le monde sauf dans le hit-parade dance des États-Unis où il atteint la troisième place et le classement australien où il se place dans le top 20. Le clip vidéo qui l'accompagne montre Madonna dans une position classique de soumission sur une route déserte tout en déclarant sa passion à son petit ami qui apparaît dans une voiture arrivant derrière elle. À la fin, on peut voir Madonna conduire la voiture à sa place, ce qui montre qu'elle contrôlait la situation. Holiday sort en tant que troisième single le 7 septembre 1983. La chanson est le premier tube de Madonna qui entre dans le top 20 du Billboard Hot 100 et atteint le sommet du classement dance. Elle devient également un succès dans le monde en atteignant le top 10 et le top 40 de plusieurs pays européens. Une réédition de la chanson en 1985 lui permet d'atteindre la deuxième place au Royaume-Uni. Madonna interprète Holiday dans de nombreuses tournées.
Lucky Star est le quatrième single de l'album et sort le 12 novembre 1983 au Royaume-Uni. Les critiques actuelles et anciennes font l'éloge de la chanson en commentant que l'introduction annonce une musique dance entraînante. Lucky Star devient le premier titre de Madonna à entrer dans le top 5 du Billboard Hot 100 et atteignant la quatrième position, elle est la première de seize top 5 consécutifs. Elle occupe aussi la première place du Billboard dance et apparaît aux côtés de son prédécesseur Holiday. Le clip vidéo montre Madonna danser sur un fond blanc accompagnée de ses danseurs. Après la diffusion de ce clip, les manières et le style de la chanteuse deviennent une mode auprès de la jeune génération. Les musicologues notent que dans la vidéo, Madonna se montre comme un personnage narcissique et ambigu. Elle se réfère à une bonne étoile contrairement à ce que laissent penser les paroles de la chanson. Borderline est le cinquième et dernier single de l'album, sorti le 15 février 1984. Les critiques acclament la chanson en disant qu'elle est harmonicalement la plus complexe de Madonna et complimentent le côté dance-pop de la piste. Borderline devient la première chanson de Madonna à atteindre le top 10 du Hot 100, en décrochant la dixième place. Ailleurs dans le monde, elle atteint le top 20 de nombreux pays européens et notamment la première place en Irlande. En 2009, le magazine Blender la met à la 84e place de la liste The 500 Greatest Songs Since You Were Born. Le clip vidéo qui accompagne Borderline présente Madonna avec son petit ami d'origine hispanique. Elle est attirée par un photographe britannique et devient l'un de ses modèles mais décide plus tard de revenir avec son petit ami. Le clip provoque des réactions chez les musicologues qui remarquent l'utilisation de l'autorité comme symbolisme.

## Promotion
Madonna promeut l'album tout au long de l'année 1983-84 par une série de « représentations en direct » hors concert. Ces représentations se produisent à New York et à Londres dans des discothèques comme Danceteria ou Camden Palace et sur des émissions télévisées britanniques et américaines comme American Bandstand et Top of the Pops. Les singles de l'album sont interprétés plus tard pendant le Virgin Tour en 1985. Il s'agit de la première tournée de Madonna qui visite l'Amérique du Nord en plusieurs dates. La tournée est éreintée par les critiques mais devient un succès commercial. Plus tard, des musicologues reviennent sur cette tournée et disent qu'il est clair que « Madonna était une star pop sérieuse dans le processus pour devenir une icône culturelle ». Shari Benstock et Suzanne Ferriss remarquent les vêtements et la mode dans la tournée et disent : « The Virgin Tour a établi Madonna comme une figure chaude dans la musique pop ». Une compilation vidéo, intitulée Madonna, sort pour promouvoir les singles aussi bien que l'album. Elle est la première compilation vidéo de la chanteuse. La compilation gagne un prix dans la catégorie Best Selling Video Cassette Merchandised as Music Video par la National Association of Recording Merchandisers. Elle se situe également à la première place du classement Music Videocassette de Billboard pendant la période du 13 avril 1985 au 9 novembre 1985. Jim McCullaugh de Billboard attribue les fortes ventes de la vidéo à la sortie du deuxième album de Madonna, Like a Virgin, et au concert The Virgin Tour. Madonna est en tête du classement des vidéocassettes musicales en 1985 et la chanteuse devient la meilleure artiste pop de l'année.
Promue par Warner Bros. Records comme « Une Vision de Madonna », la compilation contient les clips vidéos de Burning Up et Borderline ainsi que le tout récent single Like a Virgin et une version dance mix de Lucky Star. Dans Lucky Star, quand elle prononce les paroles « Ooh yeah », celles-ci résonnent trois fois et son image est répétée trois fois également. Like a Virgin omet la scène où la langue du lion bouge selon le rythme de la musique. Ces vidéos sont reprises plus tard dans la grande compilation de 1990 intitulée The Immaculate Collection avec des modifications. La vidéo est présentée au Cabaret Metro à Chicago le 9 février 1985. Surnommé « The Virgin Party », l'évènement rassemble 1 200 personnes et promeut les Long Plays, bandes, CD et vidéocassettes. Les participants ont été encouragées à s'habiller en blanc et pour 5 $ de plus, ils peuvent voir la vidéocassette Madonna et la première du clip de son nouveau single intitulé Material Girl. L'évènement est organisé comme un lancement de promotion des clips qui à ce moment-là n'ont pas beaucoup de succès commercial.

## Postérité

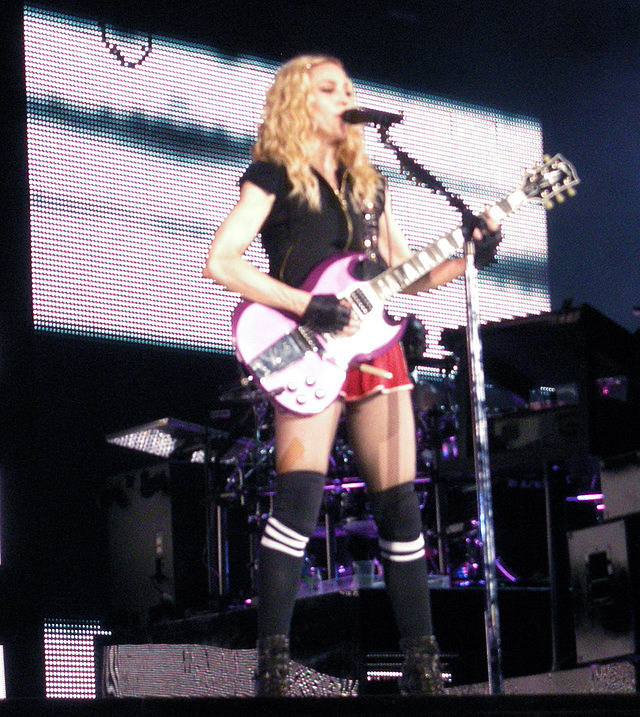
Madonna interprète Borderline durant le Sticky & Sweet Tour.

Stephen Thomas Erlewine dit qu'avec cet album, Madonna commence une carrière de diva du disco, dans une époque où il n'y a pas de divas à proprement parler. Au début des années 1980, le disco est un anathème du courant de la pop et Madonna a un rôle immense dans la popularisation de la musique dance comme courant musical dominant, en utilisant son charisme, son culot et son sex appeal. Erlewine crédite aussi la musique de l'album comme « habilement incorporée par des grandes chansons pop avec élégance, des rythmes innovants, et se situait perspicacement entre une ruée de sons ou une vitrine pour un chanteur dynamique. C'est une musique où tous les éléments ne peuvent pas être particulièrement impressionnants — la programmation de l'arrangement, des synthétiseurs et des percussions sont clairement rudimentaires — mais pris ensemble, ils sont complètement irrésistibles. [...] Alors, Madonna est embrasée, et c'est pourquoi ça a lancé sa carrière, lancé la dance-pop, et reste formidable voire éternel, de l'écouter ». Martin Charles Strong, auteur du livre The great rock discography, pense que l'album est de la dance-pop sans précédent et un appel naïf qui permet à Madonna d'établir son point de départ comme artiste. Selon le biographe Andrew Morton, l'album fait de Madonna un nom familier et est instrumental dans l'introduction de son pouvoir de star. Quand Madonna apparaît à l'émission American Bandstand le 14 janvier 1984, elle expose son souhait de « maîtriser le monde ».
À la suite de la sortie de l'album, Madonna est rejetée par certains critiques musicaux. Après le succès de son single Holiday, ils commencent à la qualifier de one-hit wonder. Madonna dit : « Au début, j'étais surnommée par tous poupée du disco et maintenant one-hit wonder ». Elle réagit face au commentaire « la voix de Minnie Mouse quand elle a respiré de l'hélium » du magazine Time en faisant une séance photo avec Alberto Tolot où elle pose avec une peluche géante de Mickey Mouse, posant sa main dans la robe de Madonna qui le regarde avec un éclat de remontrance. L'auteur Debbi Voller note que « cette image provocatrice à un jeune âge de sa carrière, ne pouvait pas l'avoir beaucoup offensée. Mais elle a continué à ignorer ces idiots qui ont encore osé s'en prendre à sa voix ». Vingt-cinq ans plus tard, dans son discours d'approbation de l'induction du Rock and Roll Hall of Fame, Madonna remercie les critiques qui l'ont repoussée pendant ses premières années : « Ceux qui ont dit que j'étais sans talent, que j'étais joufflue, que je ne pouvais pas chanter, que j'étais un one-hit wonder. Ils m'ont poussé à être la meilleure, et je suis reconnaissante envers leur résistance ».
Dans une interview pour Time, Madonna revient sur le fait que ses relations avec son père n'étaient pas très bonnes avant la sortie de son premier album. « Mon père n'a jamais cru que ce que je faisais ici [à New York] en valait la peine, il croit que ce que je trafiquais n'avait rien de bon. [...] Il n'y croyait pas jusqu'à ce que mon premier album soit sorti et mon père commença à écouter mes chansons à la radio et il arrêta de se poser des questions ». Les critiques musicaux Bob Batchelor et Scott Stoddart commentent dans leur livre The 80s que « les clips vidéos pour les singles de l'album sont efficaces pour présenter Madonna au reste du monde ». Carol Clerk estime que les clips vidéos de Burning Up, Borderline et Lucky Star établissent Madonna, non pas comme une fille gentille, mais comme une étrange femme résistante, impertinente et intelligente. Dans son livre Media Culture: Cultural Studies, Identity, and Politics Between the Modern and the Postmodern, le professeur Douglas Kellner affirme que les vidéos dépeignent les motifs et les stratégies qui permettent à Madonna d'accomplir sa marche pour devenir une star. Avec le clip de Borderline, Madonna tente de briser le tabou des relations inter-raciales et est considéré comme l'un des meilleurs moments de sa carrière. MTV diffuse la vidéo en boucle à travers le monde, ce qui augmente la popularité de la chanteuse.
La sortie de l'album annonce l'arrivée de Madonna sur la scène musicale mais ses capacités vocales ne sont pas complètement formées artistiquement. Son style vocal et les paroles semblent similaires à ceux des autres stars de la pop de cette période. Les chansons de Madonna dévoilent plusieurs tendances clé qu'elle continue à exploiter pour définir son succès, incluant une forte base dance idiomatique, des hooks entraînants, un arrangement très bien fait et le propre style vocal de Madonna. Dans des chansons telles que Lucky Star ou Borderline, Madonna introduit un style de musique dance entraînante qui se révèle attrayant pour le public gay. La vivacité, le timbre vocal d'une jeune fille de ses premières années devient passé dans les travaux plus tardifs de la chanteuse, le changement devient délibérant, pour s'occuper des dernières tendances du monde de la musique.

## Liste des pistes MADONNA/THE FIRST ALBUM
| 1.    | Lucky Star          | Madonna                       | Reggie Lucas | 5:37 |
| 2.    | Borderline          | Reggie Lucas                  | Reggie Lucas | 5:18 |
| 3.    | Burning Up          | Madonna                       | Reggie Lucas | 3:44 |
| 4.    | I Know It           | Madonna                       | Reggie Lucas | 3:45 |
| 5.    | Holiday             | Curtis Hudson et Lisa Stevens | John Benitez | 6:08 |
| 6.    | Think of Me         | Madonna                       | Reggie Lucas | 4:53 |
| 7.    | Physical Attraction | Reggie Lucas                  | Reggie Lucas | 6:36 |
| 8.    | Everybody           | Madonna                       | Mark Kamins  | 4:57 |
| 40:58 |                     |                               |              |      |

Version CD remasterisée 2001 pistes bonus
| No  | Titre                         | Auteur  | Producteur                   | Durée |
| --- | ----------------------------- | ------- | ---------------------------- | ----- |
| 9.  | Burning Up (Version 45 tours) | Madonna | Reggie Lucas                 | 5:56  |
| 10. | Lucky Star (nouveau mix)      | Madonna | Reggie Lucas et John Benitez | 7:15  |

## Credits album
| - Madonna - voix principale, chœurs - Tina B. - Chœurs - Christine Faith - Chœurs - Dean Gant - synthétiseur, piano, piano électrique - Gwen Guthrie - Chœurs - Curtis Hudson - guitare - Raymond Hudson - basse - Anthony Jackson - basse électrique - Bashiri Johnson - percussions - Reggie Lucas - guitare - Bob Malach - saxophone - Paul Pesco - guitare - Ira Siegel - guitare - Ed Walsh - synthétiseur - Brenda White - Chœurs - Norma Jean Wright - Chœurs - Fred Zarr - synthétiseur, piano, batterie, piano électrique, Moog, Fender Rhodes, basse Moog | - Reggie Lucas - producteur - John Jellybean Benitez - producteur - Jim Dougherty - ingénieur du son - Ted Jenson - audio mastering - Carin Goldberg - direction artistique - Gary Heery - photographie - George Holy - photographie - Madonna - Reggie Lucas - Curtis Hudson - Lisa Stevens |

## Classements, volumes et certifications
| Pays                                        | Classement |
| ------------------------------------------- | ---------- |
| Allemagne                                   | 28         |
| Australie                                   | 10         |
| Autriche                                    | 15         |
| Canada                                      | 19         |
| France                                      | 8          |
| Japon                                       | 20         |
| Nouvelle-Zélande                            | 6          |
| Pays-Bas                                    | 7          |
| Royaume-Uni                                 | 6          |
| États-Unis Billboard 200                    | 8          |
| États-Unis Billboard Top R&B/Hip-Hop Albums | 20         |

| Pays             | Classement  |
| ---------------- | ----------- |
| Allemagne        | Or          |
| Australie        | 2 × Platine |
| Espagne          | Or          |
| États-Unis       | 5 × Platine |
| France           | Platine     |
| Hong Kong        | Platine     |
| Nouvelle-Zélande | Platine     |
| Pays-Bas         | Platine     |
| Royaume-Uni      | Platine     |

### Classements des singles
| 1982                             | Everybody  | 107 | 3 | —  | — | —  | —  | —  | —  | —  | —               |
| 1983                             | Burning Up | —   | 3 | 13 | — | —  | —  | —  | —  | —  | —               |
| 1983                             | Holiday    | 16  | 1 | 4  | — | 32 | 9  | 26 | 18 | 2  | - RU Or         |
| 1984                             | Lucky Star | 4   | 1 | 36 | — | 8  | —  | —  | —  | 14 | —               |
| 1984                             | Borderline | 10  | 4 | 12 | — | 25 | 36 | —  | 23 | 2  | - ÉU Or - RU Or |
| "—" Aucune entrée/certification. |            |     |   |    |   |    |    |    |    |    |                 |

## Compléments